# Harrisville, Michigan
Harrisville är administrativ huvudort i Alcona County i Michigan. Orten har fått sitt namn efter markägaren Benjamin Harris och hans söner. Enligt 2010 års folkräkning hade Harrisville 493 invånare.